# خاكي عليا (مقاطعة دلفان)
خاكي عليا (بالفارسية: خاکی علیا) هي قرية تقع في قسم كاكاوند الغربي الريفي (مقاطعة دلفان) في إيران. يقدر عدد سكانها بـ 40 نسمة بحسب إحصاء 2016.